# 端位亚甲基

丙烯分子圖中的藍色部分是端位亚甲基或。

在有機化學中，端位亚甲基或甲亚基是亚甲基的一种，是由兩個氫原子與一個碳原子結合的結合的分子的任何部分，碳原子通過雙鍵與分子的其餘部分連接。該基團可以表示為=CH
2，其中'='表示雙鍵。
结构式为H2C=。

## 合成
含端位亚甲基的化合物可由亚甲基三苯基磷和酮的Wittig反应制得。
乙烯酮的结构式为H2C=C=O，这个活泼的化合物可由溴乙酰溴和锌反应制得。
| 名称           | 结构式 |
| -------------- | ------ |
| 亚甲基环丙烷   |        |
| 亚甲基环己烷   |        |
| 亚甲基三苯基磷 |        |